# Crkva sv. Mirka (Kostel)
Crkva sv. Mirka je rimokatolička crkva u mjestu Kostel, grad Pregrada, zaštićeno kulturno dobro.

## Opis dobra
Današnja jednobrodna, kasnobarokno–klasicistička građevina s poligonalnim svetištem, župna crkva sv Mirka (Emerika) u Kostelu, izgrađena je 1805. g. na mjestu starije crkve. U objektu je sačuvan inventar pretežno iz doba klasicizma. U povijesnim izvorima župna crkva sv. Emerika spominje se već 1334. g. Na kosini, sjeverozapadno od crkve smješten je župni dvor s početka 19. st. Kasnobarokna kapela Trpećeg (Ranjenog) Isusa s kraja 18. st. smještena je ispod župne crkve. Pravokutnog je svetišta s kružno koncipiranom lađom na koju se nadovezuje usko zapadno pročelje sa zvonikom. Sačuvan je kasnobarokno-klasicistički inventar.

## Zaštita
Pod oznakom Z-2084 zavedena je kao nepokretno kulturno dobro – pojedinačno, pravnog statusa zaštićena kulturnog dobra, klasificirano kao "sakralna graditeljska baština".